# Річки Ірану
Через Іран протікає декілька річок, проте тільки одна з них є навігаційною — це Карун (890 км).
Інші великі річки:
- Сефідруд (795 км),
- Карке (Керхе; 755 км),
- Манд (685 км),
- Гара Чай (540 км),
- Атрак (535 км),
- Дез (515 км),
- Хендіджан (488 км),
- Джовейн (440 км),
- Джорахі (438 км)
- Заяндеруд (405 км).

В літній період материкові річки дещо міліють, проте ґрунтові води знаходять стоки в підземних водоканалах (ганатах), стікаються та збираються в криницях.
Загальна довжина іранських ганат становить близько 40 000 км.